# Soledade (ort i Brasilien, Rio Grande do Sul, Soledade, lat -28,82, long -52,51)
Soledade är en ort i Brasilien.   Den ligger i kommunen Soledade och delstaten Rio Grande do Sul, i den södra delen av landet, 1 500 km söder om huvudstaden Brasília. Soledade ligger 717 meter över havet och antalet invånare är 24 791.
Terrängen runt Soledade är huvudsakligen platt. Soledade ligger uppe på en höjd. Det finns inga andra samhällen i närheten.
Trakten runt Soledade består till största delen av jordbruksmark. Runt Soledade är det ganska glesbefolkat, med 29 invånare per kvadratkilometer.